# Côte-roannaise
Le côte-roannaise est un vin rouge ou rosé d'appellation d'origine contrôlée produit dans le département de la Loire, à l'ouest de la ville de Roanne. Cette appellation fait partie du vignoble de la Vallée de la Loire (classement INAO).

## Historique
Le vignoble a probablement une origine gallo-romaine. Cependant, la première source le mentionnant — sur le territoire de l'actuelle commune de Villerest — date de 970. Il s’agrandit constamment durant le Moyen Âge grâce aux ordres monastiques et aux seigneurs locaux, notamment les bénédictins d’Ambierle et les comtes du Forez.
Par la suite, particulièrement aux XVIIe et XVIIIe siècles, le commerce du vin se développe en direction de Paris et de Nantes grâce à l’amélioration du transport sur la grande voie d’eau qu’est la Loire. À la suite des différentes calamités des XIXe et XXe siècles (phylloxera, mévente due à la concurrence des vins du Midi, exode rural), le vignoble se rétracte peu à peu sur ses meilleurs terroirs.
Si l'orientation vers l'élaboration de vin de qualité permet d'obtenir le label VDQS en 1955, une grande part de la production est encore déclarée en vin de table. Mais, dans les années 1980, la plupart des vignerons s'orientent vers la qualité. Elle permet d'obtenir l'AOC en 1994. Ainsi, entre 1990 et les années 2000, la quantité de vin labellisé passe-t-elle de 5 000 à 10 000 hl en moyenne.

## Localisation
L'aire de production de l'AOC Côte-roannaise est implantée à l'amont du vignoble de la vallée de la Loire.
Ce vignoble s'étend sur 210 hectares à l'ouest de Roanne, au pied des monts de la Madeleine. Quatorze communes possèdent des terrains classés AOC. Cependant, cinq d'entre elles (Villemontais, Saint-André-d'Apchon, Renaison, Saint-Haon-le-Vieux, et Ambierle) concentrent environ 90 % des surfaces plantées.

### Liste des communes AOC

Aire géographique du vignoble Côte-roannaise

Les 14 communes classées en AOC sont, du nord au sud :
- La Pacaudière
- Le Crozet
- Changy
- Ambierle
- Saint-Haon-le-Vieux
- Saint-Haon-le-Châtel
- Renaison
- Saint-André-d'Apchon
- Saint-Alban-les-Eaux
- Lentigny
- Villemontais
- Villerest
- Saint-Jean-Saint-Maurice-sur-Loire
- Bully

## Les sols

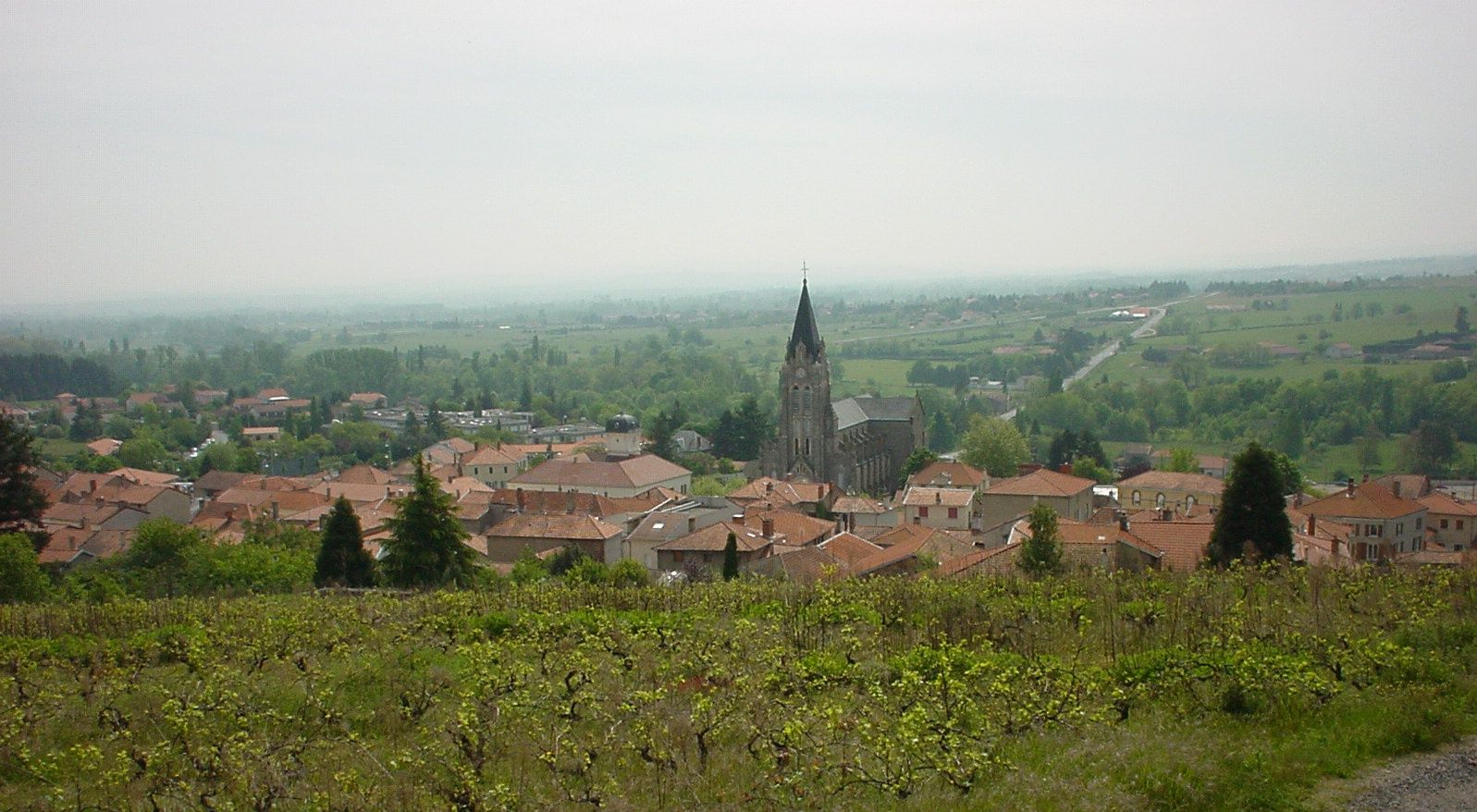
Renaison et ses vignes.

Les vignes se situent entre 350 et 550 mètres d'altitude. Les sols sont d'arènes granitiques. La partie haute du vignoble est composée de terrains anciens : des tufs d'origine volcanique au sud, des microgranites au centre, et des granites au nord. Le bas du vignoble est composé de sables feldspathiques datant de l'oligocène.

## Cépage et types de vins

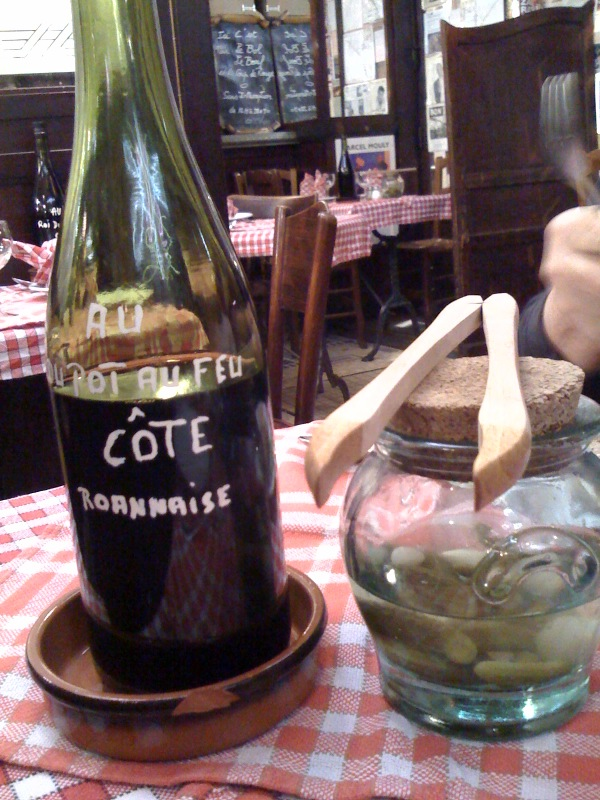
Côte-roannaise, vin du patron.

Le principal cépage de la région est le gamay noir à jus blanc dit « saint-romain », qui permet de produire chaque année environ 9 500 hectolitres de vin rouge et 1 500 hectolitres de rosé. C'est le seul cépage utilisé pour les rouges et rosés de l'AOC.
Mais il existe aussi d'autres cépages comme le chardonnay, le viognier et le pinot noir, permettant de produire des vins effervescents ou reconnus en vin de pays.
Les rouges ont généralement une robe légère et des arômes fruités. Cependant, certaines cuvées issues de vieilles vignes donnent des vins plus corsés qui peuvent se conserver jusqu'à cinq ans.
Les rosés sont secs et fruités, à consommer dans l'année de production.
La région produit également des vins blancs, mais ceux-ci sont classés en vin de pays d'Urfé.

## Sources, Bibliographie
- Michel Mastrojanni, Les Vins de France, coll. « Guide vert », Paris, Solar, 1998  (ISBN 2-263-02796-3).